# Grid 2
Grid 2 versenyjáték, a Grid sorozat második tagja, melyet a Codemasters fejlesztett és jelentett meg. A játék 2013 májusában jelent meg PlayStation 3, Windows és Xbox 360 platformokra, melyeket 2014 szeptemberében egy OS X-átirat követett. Utóbbit a Feral Interactive fejlesztette és jelentette meg. A játék 2014 júniusában Grid Autosport címmel folytatást kapott.

## Játékmenet
A játék számos valós versenypályát és valós városok utcáiról mintázott kitalált pályát, illetve négy évtizedet felölő autóválasztékot tartalmaz. A Grid 2 egyik legfőbb újdonsága a „TrueFeel” névre keresztelt irányítási rendszere, mellyel a Codemasters a realizmus és a hozzáférhetőség közötti középutat próbálta eltálalni. A játékból eltávolították a pilótafülke-kameraállást, mivel az elődjében, a Race Driver: Gridben mindössze a játékosok 5 százaléka használta azt, azonban az erőforrás igénye kifejezetten magas.
A játékosoknak egyes játékmódok elindításakor eg-egy megadott autót biztosítanak, a többit kihívások keretében lehet megnyitni. Az autók festését a játékos személyre szabhatja, a színekkel vagy különböző árnyalatokkal módosított, előre beállított grafikai minták segítségével.

### World Series Racing
A „World Series Racing” (WSR) egy rendkívül kompetitív versenysorozat, amely a világ különböző kontinenseinek különböző pályáin zajló versenyeken zajlik. A sorozat egy „LiveRoutes” nevű módot is tartalmaz, ahol a pálya nyomvonala dinamikusan változik. A sorozatban olyan versenytípusokat szerepelnek, mint a hagyományos verseny, az időfutam, a drift, a kiejtéses verseny, az ellenőrzőpont-futam, a tóge és a járműkihívás.
A játékos egy  új versenyző szerepét öltheti magára, akit Patrick Callahan befektető bérel fel azzal, hogy segítsen elindítani a WSR-t az egyes versenyklubok pilótáinak kihívásával. A játékos az észak-amerikai, európai és ázsiai neves versenyklubok pilótáinak legyőzésével raojngókat szerez a WSR-nek, ami ahhoz vezet, hogy ezen kluboknak a versenyzői beleegyeznek a WSR-hez való csatlakozásba.

## Marketing
A játék Mono Edition kiadása a 125 000 font sterlinges árával Guinness-rekordot döntött a „legdrágább kereskedelmi forgalomban kapható videojáték (limitált kiadású)” kategóriában. Ebből a kiadásból mindössze egyetlen példányt gyártottak, azt Deadmau5 kanadai lemezlovas vásárolta meg.
A Grid 2 szponzorálta Matt Kenseth 18-as rajtszámú GameStop Toyotáját egy a Dover International Speedwayen megtartott NASCAR Nationwide Series-versenyen.

## Fogadtatás
| Összegzőoldal | Értékelés                              |
| ------------- | -------------------------------------- |
| Metacritic    | (PC) 80/100 (PS3) 82/100 (X360) 78/100 |

| Szerző         | Értékelés |
| -------------- | --------- |
| Destructoid    | 6/10      |
| Game Informer  | 8.25/10   |
| GameRevolution | [ 13 ]    |
| GameSpot       | 8.5/10    |
| GamesRadar+    | [ 15 ]    |
| Hardcore Gamer | 4/5       |
| IGN            | 8/10      |
| Joystiq        | [ 18 ]    |
| PC Gamer (US)  | 82/100    |
| Push Square    | [ 20 ]    |
| The Guardian   | [ 21 ]    |

A Metacritic gyűjtőoldal adatai szerint a játék „általánosságban kedvező” kritikai fogadtatásban részesült.
Az IGN szerkesztője pozitív véleménnyel volt a játék grafikájával, hangzásával és játékmenetével kapcsolatban, kiemelve, hogy „A jól összeállított autófelhozatal, a nagyszerű sebességérzet és a jól átgondolt karriermód egy olyan versenyjátékban egyesül, amelyet nagyon szórakoztató végigjátszani.” A Game Informer dicsérte a World Series Racing-mód egyedi jellegét, az alternatív pályaútvonalakat és a többjátékos módot, azonban  megjegyezte, hogy az nem különösebben innovatív. A PC Gamer szerkesztője azt írta, hogy „a csúcsminőségű látványvilág és a kiváló kezelhetőség ellenére a játék valahogy nem hiszi el, hogy a versenyzés önmagában elég érdekes”, és kritizálta a cím elnyűtt történetét, miközben dicsérte a realisztikus mesterséges intelligenciát és a különböző módokat. A Destructoid szerkesztője ezzel szemben viszont csalódott volt a szimulációs játékmenet hiánya miatt, és megjegyezte, hogy „ehelyett önmaga lecsupaszított változatát kínálja, amely tele van lusta tervezéssel, sportszerűtlen MI-ellenfelekkel, különleges ESPN-»élő« közvetítésekkel, amelyeket senki sem kért igazán, és mindennek tetejébe egy bizarrul irritáló narrátorral és teljesen megrészegült vagy teljesen apatikus rajongókkal”. A Push Square hasonlóan vélekedett, és a játékot egy szórakoztató, de biztonságos versenyjátéknak nevezte, amelyből az elődjével ellentétben hiányzik a hangulat és az identitás. A GameSpot dicsérte a hangzást, a látványt, a kezelhetőséget, a többjátékos módot és az események változatosságát, miközben kifogásolta a nehézség testreszabásának hiányát és az időnkénti teljesítmény-ingadozásokat. A GamesRadar+ szerkesztőjének tetszett a játék intenzitása, látványvilága, a versenyek változatossága és a tartalom mennyisége, ugyanakkor olyan kisebb problémákat említett, mint a pilótafülke-nézet és az egyjátékos autófejlesztések hiánya és a kezdetben riasztó kezelhetőség.
Az Academy of Interactive Arts & Sciences jelölte a játékot „az év versenyjátéka” kategóriában a 17. D.I.C.E. Awards díjátadón, a díjat végül a Forza Motorsport 5 nyerte el.

## Fordítás
- Ez a szócikk részben vagy egészben  a   Grid 2 című angol Wikipédia-szócikk ezen változatának fordításán alapul.  Az eredeti cikk szerkesztőit annak laptörténete sorolja fel. Ez a jelzés csupán a megfogalmazás eredetét és a szerzői jogokat jelzi, nem szolgál a cikkben szereplő információk forrásmegjelöléseként.